# Lee Sung-yeol
Lee Sung-yeol (hangul: 이성열; nascido em 27 de agosto de 1991), mais frequentemente creditado apenas como Sungyeol (hangul: 성열), é um cantor e ator sul-coreano. Ficou popularmente conhecido por ser integrante do grupo masculino Infinite, formado pela Woollim Entertainment em 2010. Ele também é integrante da unidade
Infinite F.

## Biografia
Sungyeol nasceu no dia 27 de agosto de 1991 em Yongin, Coreia do Sul. Ele graduou-se na Universidade Daekyung, com especialização em música aplicada, ao lado dos colegas de grupo Sunggyu, L e Hoya. Ele possui um irmão mais novo chamado Lee Daeyeol, que é integrante do grupo Golden Child, agenciado também pela Woollim Entertainment.

## Carreira

### 2010–2012: Estreia com Infinite e atuações em dramas
Sungyeol realizou sua estreia como membro do grupo masculino Infinite em 2010. O grupo estreou oficialmente em junho de 2010. Sungyeol realizou sua estreia como ator em 2012 no drama While You Were Sleeping.

### 2014–presente: Infinite F e carreira solo

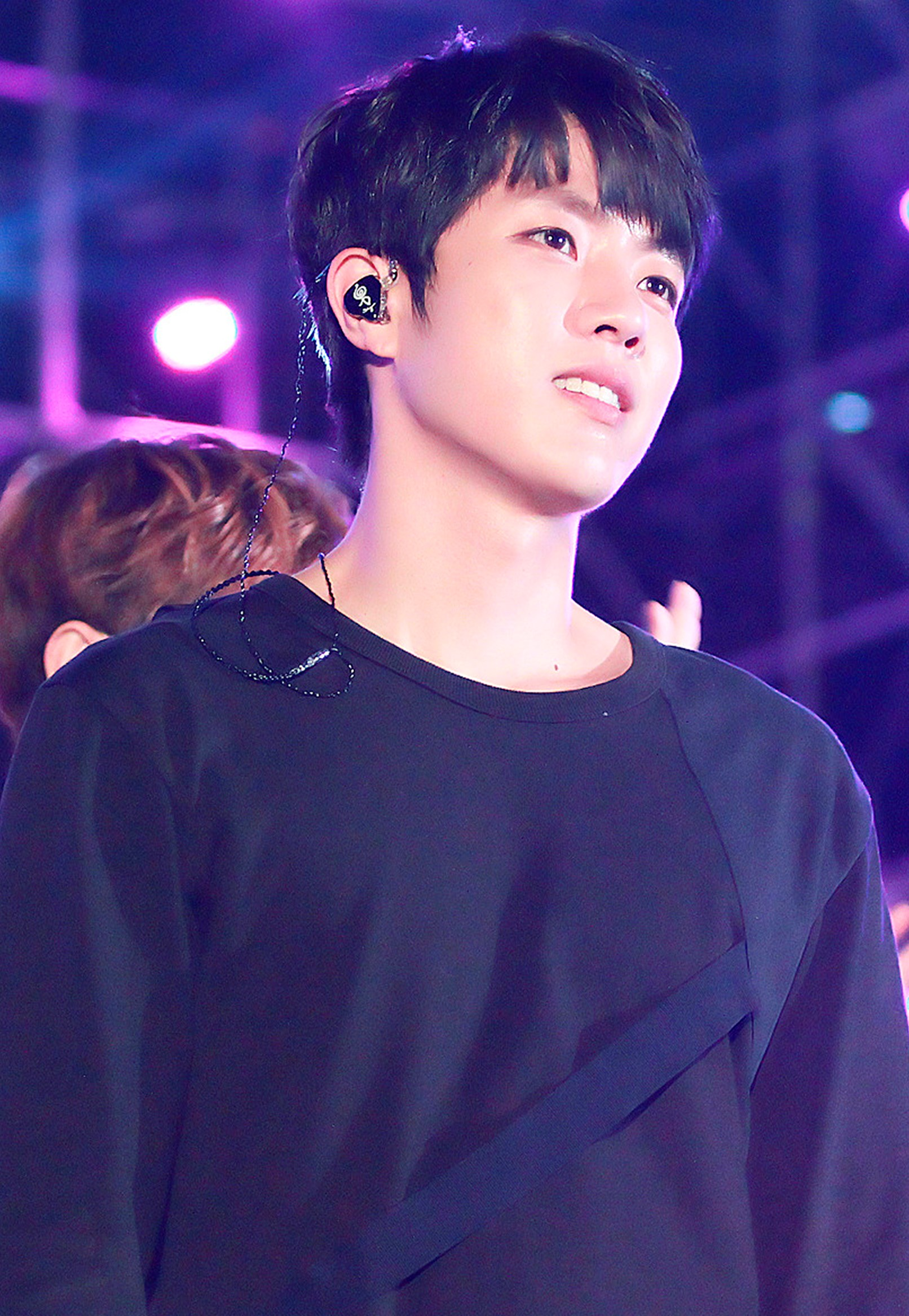
Sungyeol se apresentando no The Brilliant Motor Festival, em 21 de março de 2016.

Em 2014, ele fez parte do elenco no drama da KBS2 Hi! School - Love On ao lado do colega de grupo Woohyun e da atriz Kim Saeron. O drama de 20 episódios foi transmitido uma vez por semana às sextas-feiras às 20: 55 de 11 de julho a 19 de dezembro de 2014. Sungyeol, L e Sungjong lançaram uma trilha sonora para o drama My Heart Is Beating. Mais tarde, os três formaram Infinite F, subunidade do Infinite. A unidade foi oficialmente anunciada no concerto One Great Step Returns. Eles também tocaram sua cabeça My Heart Is Beating do Hi! School - Love On. Eles realizaram sua estreia oficial no Japão com o álbum "Koi No Sign" lançado em 19 de novembro de 2014, seguindo na Cor do Sulia com o álbum de estreia lançado "Azure", em 2 de dezembro de 2014. Em maio de 2015, ele foi confirmado no elenco do drama D-Day.

## Filmografia

### Filmes
| Ano  | Título                                                  | Papel     |
| ---- | ------------------------------------------------------- | --------- |
| 2012 | INFINITE Concert Second Invasion Evolution The Movie 3D | Ele mesmo |
| 2014 | Infinite's Real Youth Life                              | Ele mesmo |

### Dramas de televisão
| Ano  | Título                         | Papel          | Emissora  |
| ---- | ------------------------------ | -------------- | --------- |
| 2011 | While You Were Sleeping        | Yoon Sojoon    | SBS       |
| 2013 | Adolescence Medley             | Cameo          | KBS2      |
| 2013 | Please Remember, Princess      | Giyeok         | Web Drama |
| 2014 | Hi! School - Love On           | Hwang Sungyeol | KBS2      |
| 2015 | D-Day                          | Ahn Daegil     | JTBC      |
| 2017 | Temporary Cold Case Task Force | Oh Gyunshik    |           |

### Séries de televisão
| Ano  | Título     | Emissora   | Papel     |
| ---- | ---------- | ---------- | --------- |
| 2011 | Wara Store | Tooniverse | Ele mesmo |